# Плуриво
Плуриво́ (фр. Plourivo, брет. Plourivoù) — коммуна во Франции, находится в регионе Бретань. Департамент — Кот-д’Армор. Входит в состав кантона Пемполь. Округ коммуны — Генган.
Код INSEE коммуны — 22233.

## География
Коммуна расположена приблизительно в 400 км к западу от Парижа, в 125 км северо-западнее Ренна, в 35 км к северо-западу от Сен-Бриё.
Коммуна расположена на восточном берегу эстуария реки Триё.

## Население
Население коммуны на 2016 год составляло 2 281 человек.
| 1962 | 1968 | 1975 | 1982 | 1990 | 1999 | 2008 | 2016 |
| ---- | ---- | ---- | ---- | ---- | ---- | ---- | ---- |
| 1891 | 1869 | 1933 | 1927 | 1932 | 1973 | 2162 | 2281 |

## Администрация
| Период | Период | Фамилия          | Партия                  | Примечания                       |
| ------ | ------ | ---------------- | ----------------------- | -------------------------------- |
| 1977   | 1995   | Пьер Л’Остис     |                         |                                  |
| 1995   | 2001   | Клод Ле Треу     |                         |                                  |
| 2001   | 2008   | Ален Ле Гийадер  | Социалистическая партия | член генерального совета кантона |
| 2008   | 2017   | Мишель Рау       | Европа Экология Зеленые |                                  |
| 2017   |        | Вероник Кадюдаль | Разные левые            | адвокат                          |

## Экономика
В 2007 году среди 1296 человек в трудоспособном возрасте (15—64 лет) 920 были экономически активными, 376 — неактивными (показатель активности — 71,0 %, в 1999 году было 64,7 %). Из 920 активных работали 848 человек (442 мужчины и 406 женщин), безработных было 72 (30 мужчин и 42 женщины). Среди 376 неактивных 96 человек были учениками или студентами, 195 — пенсионерами, 85 были неактивными по другим причинам.

## Достопримечательности
- Церковь Св. Петра (XVII век)
- Часовня Св. Иоанна
- Часовня Сент-Амбруаз
- Монументальный крест (XVII век). Исторический памятник с 1927 года[3]
- Монументальный крест (X век). Исторический памятник с 1911 года[4]

## Города-побратимы
- Баттевэнт Ирландия

## Фотогалерея
- Вокзал Лансерф
- Станция Фринодур
- Станция Трау-Не
- Усадьба Трау-Не
- Монументальный крест (XVII век)